# Stepan Iwanowitsch Guljajew

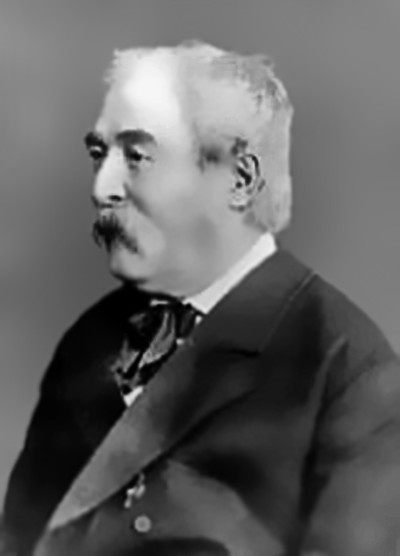
Stepan Iwanowitsch Guljajew

Stepan Iwanowitsch Guljajew (russisch Степан Иванович Гуляев; * 28. Julijul. / 9. August 1806greg. im Dorf Aleiskoje im Kolywano-Woskressenski-Bergbau-Bezirk, zu dem der Altai und angrenzende Gebiete gehörten; † 14. Maijul. / 26. Mai 1888greg. in Barnaul) war ein russischer Bergbauingenieur, Regionalhistoriker, Ethnograph und Heimatforscher.

## Leben
Guljajews Vater war Unterschichtmeister im Lokot-Silber-Hüttenwerk. Seine Mutter war die Tochter eines sibirischen Kosaken.
Mit 12 Jahren kam Guljajew in die Barnauler Bergbauschule, an der er 1827 seine Ausbildung abschloss. Darauf wurde er nach St. Petersburg geschickt, um als Schreiber in der Bergbau-Abteilung des Kaiserlichen Kabinetts zu dienen. Er bildete sich fort und begeisterte sich für die Philologie. 1839 veröffentlichte er in den Otetschestwennyje Sapiski eine Studie über sibirische Rundgesänge, in der er auf die alte Bylinen-Poesie mit Erzählungen und Gesängen auch über Fürst Wladimir hinwies. In dem 1845 in den St. Petersburger Nachrichten erschienenen Essay beschrieb er die Altaier Maurer, die in die Altaier Berge flohen und das legendäre Land Belowodje mit der altgläubigen Priesterschaft suchten. In der Bibliothek für das Lesen erschienen 1848 Guljajews Essays zur Ethnographie Südsibiriens.
In St. Petersburg nahm Guljajew an den Sonnabend-Treffen des Philologen Ismail Sresnewski teil. Auch besuchte Guljajew die Abendkurse der Akademie der Künste. 1845 hatte er der Kaiserlichen Freien Ökonomischen Gesellschaft zu Sankt Petersburg seine Arbeiten über die Pflanzen des Altai vorgestellt (Färberkrapp, Färber-Scharte, Gewöhnlicher Flachbärlapp u. a.), worauf er zum Korrespondierenden Mitglied der Gesellschaft gewählt wurde. Er veröffentlichte 1852 und 1853 einige Aufsätze über die Kulundasteppe, einige Gesteine und Minerale, worauf er zum Mitglied und Mitarbeiter der Kaiserlichen Russischen Geographischen Gesellschaft gewählt wurde.
Als Beamter in der Abteilung für private Goldindustrie gab Guljajew 1852 das Handbuch für Goldindustrielle heraus. 1858 veröffentlichte er einen Aufsatz über den Erfinder Iwan Polsunow und den Bergbauingenieur Kosma Frolow. In einen Aufsatz über die Bildungseinrichtungen im Altai-Bezirk fügte er auch allgemeine Informationen über den Bezirk und die Bevölkerung ein.
Guljajew heiratete in St. Petersburg die 16-jährige Tochter eines hohen Beamten, der er Privatunterricht gegeben hatte. Sie bekamen 10 Kinder, von denen drei Söhne und drei Töchter überlebten.

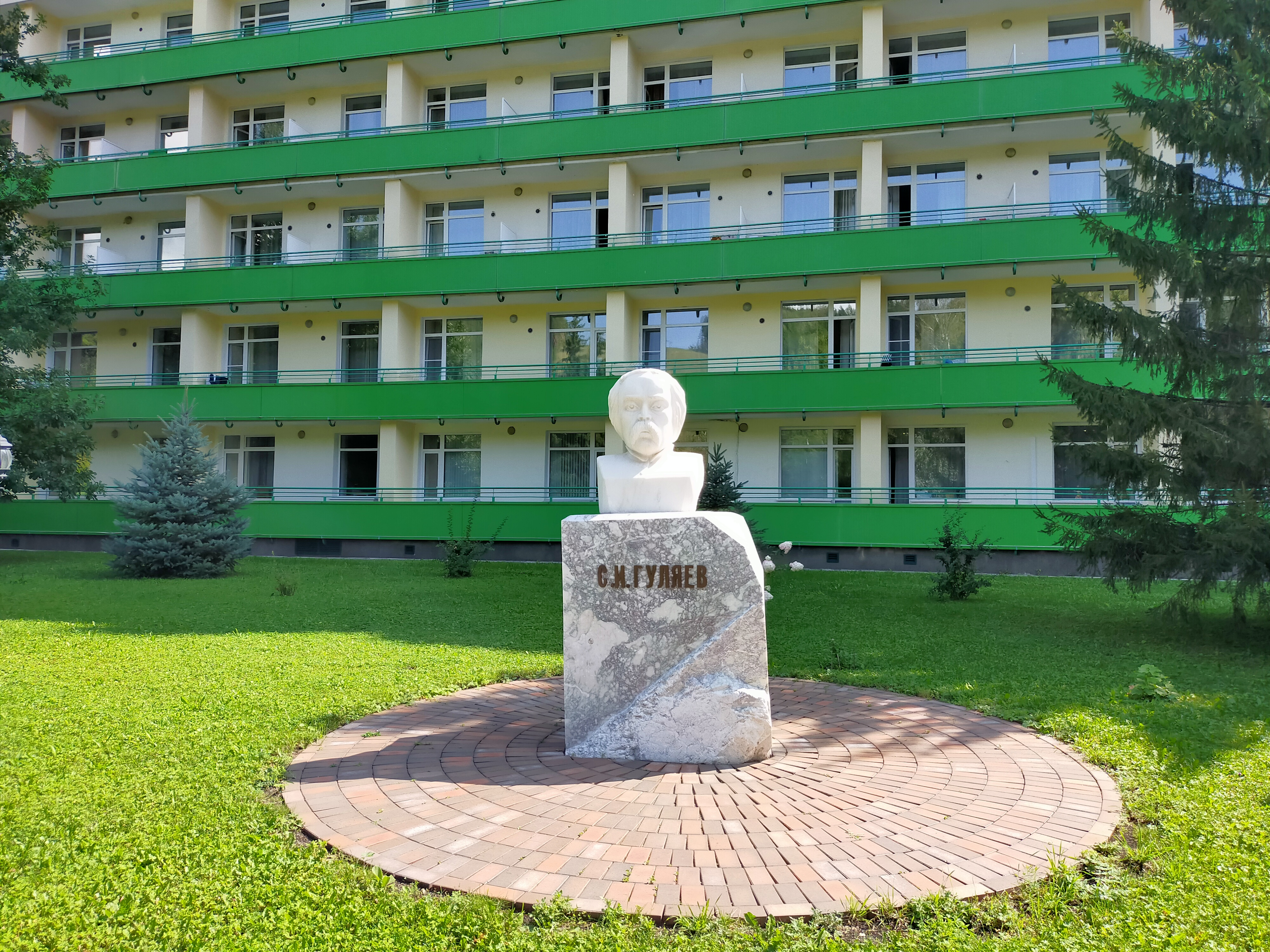
Guljajew-Denkmal in Belokuricha (W. I. Woitschischin, 2018)

Im Rang eines Hofrats (7. Rangklasse) wurde Guljajew 1859 aus St. Petersburg in die Barnauler Abteilung des Altai-Bergbau-Bezirks versetzt. Er setzte sich für die Züchtung neuer Vieh- und Kulturpflanzenarten ein. Für die Erfolge bei der Züchtung amerikanischer und türkischer Tabake verlieh ihm die Kaiserliche Freie Ökonomische Gesellschaft 1864 die Große Silbermedaille. Als Erster im Altai begann er Zuckerrüben zu züchten. 1867 beschrieb er die heißen Quellen im Okrug Bijsk, an denen dank der Bemühungen Guljajews der Kurort Belokuricha entstand. Besonders bekannt wurde Guljajew durch die Entwicklung eines Färbemittels für das Schwarzfärben von Schafsfellen für die Barnauler Halbpelzmäntel und eines Bleichmittels für das Bleichen von Stroh für Hüte. 1878 wurde er Staatsrat (5. Rangklasse).
Zu Guljajew in Barnaul kamen viele Besucher des Altai. Alfred Brehm bekam drei Nashornschädel geschenkt, die am Ob und Tschumysch gefunden worden waren. Auch Grigori Potanin besuchte ihn. Mit Guljajew korrespondierten Pjotr Semjonow-Tjan-Schanski, Wilhelm Radloff, Nikolai Jadrinzew und Ismail Sresnewski. Guljajew eröffnete in Barnaul eine Druckerei, die sein Sohn Alexander leitete, und 1862 eine kleine öffentliche gebührenpflichtige Bibliothek, die bald wieder schloss wegen mangelnder Kundschaft.
Der Forschungsreisende Iwan Slowzow war ein Schwiegersohn Guljajews.